# Efteling
Efteling er en forlystelsespark og to hoteller beliggende i Kaatsheuvel tæt ved Tilburg i Holland. 
Parken har et areal på over 720.000 m², hvilket gør den til en af de største forlystelsesparker i Europa.
Parken åbnede i 1952, og er i dag den største i Benelux med fem millioner besøgende om året. 
Efteling modtog i 1992 en Applause Award for bedste forlystelsespark.